# Deutscher Sportclub Arminia Bielefeld 2002-2003
Questa voce raccoglie le informazioni riguardanti il Deutscher Sportclub Arminia Bielefeld nelle competizioni ufficiali della stagione 2002-2003.

## Stagione
Nella stagione 2002-2003 l'Arminia Bielefeld, allenato da Benno Möhlmann, concluse il campionato di Bundesliga al 16º posto. In Coppa di Germania l'Arminia Bielefeld fu eliminato al secondo turno dal RW Oberhausen.

## Rosa
| N. |                                | Ruolo | Calciatore          |
| -- | ------------------------------ | ----- | ------------------- |
| 1  | Germania (bandiera)            | P     | Mathias Hain        |
| 2  | Norvegia (bandiera)            | D     | Torjus Hansén       |
| 3  | Brasile (bandiera)             | D     | Márcio Borges       |
| 4  | Germania (bandiera)            | D     | Bastian Reinhardt   |
| 5  | Germania (bandiera)            | C     | Christoph Dabrowski |
| 6  | Germania (bandiera)            | C     | Detlev Dammeier     |
| 7  | Corea del Sud (bandiera)       | A     | Cha Du-ri           |
| 8  | Polonia (bandiera)             | D     | Maciej Murawski     |
| 9  | Serbia e Montenegro (bandiera) | A     | Rade Bogdanović     |
| 10 | Albania (bandiera)             | C     | Fatmir Vata         |
| 11 | Colombia (bandiera)            | C     | Jésus Sinisterra    |
| 12 | Germania (bandiera)            | C     | Rüdiger Kauf        |
| 13 | Germania (bandiera)            | C     | Michael Sternkopf   |
| 14 | Croazia (bandiera)             | A     | Ilija Aračić        |

| N. |                      | Ruolo | Calciatore           |
| -- | -------------------- | ----- | -------------------- |
| 15 | Polonia (bandiera)   | D     | Daniel Bogusz        |
| 16 | Germania (bandiera)  | D     | Benjamin Lense       |
| 17 | Belgio (bandiera)    | D     | Bernd Rauw           |
| 18 | Polonia (bandiera)   | A     | Artur Wichniarek     |
| 19 | Senegal (bandiera)   | A     | Momo Diabang         |
| 21 | Germania (bandiera)  | C     | Massimilian Porcello |
| 23 | Germania (bandiera)  | P     | Dennis Eilhoff       |
| 24 | Rep. Ceca (bandiera) | A     | Marek Heinz          |
| 25 | Croazia (bandiera)   | D     | Saša Janić           |
| 27 | Germania (bandiera)  | D     | Martin Amedick       |
| 28 | Germania (bandiera)  | C     | Dirk Flock           |
| 29 | Germania (bandiera)  | P     | Simon Henzler        |
| 30 | Germania (bandiera)  | C     | Ansgar Brinkmann     |
| 33 | Austria (bandiera)   | A     | Mirnel Sadović       |

## Organigramma societario
Area tecnica
- Allenatore: Benno Möhlmann
- Allenatore in seconda: Frank Geideck
- Preparatore dei portieri: Thomas Schlieck
- Preparatori atletici:

## Calciomercato

### Sessione estiva
| Acquisti | Acquisti         | Acquisti               | Acquisti |
| R.       | Nome             | da                     | Modalità |
| -------- | ---------------- | ---------------------- | -------- |
| D        | Torjus Hansén    | Lillestrøm             |          |
| A        | Rade Bogdanović  | Werder Brema           |          |
| A        | Cha Du-ri        | Università della Corea |          |
| D        | Saša Janić       | Reutlingen             |          |
| D        | Benjamin Lense   | Darmstadt              |          |
| D        | Maciej Murawski  | Legia Varsavia         |          |
| D        | Bernd Rauw       | Alemannia Aquisgrana   |          |
| A        | Mirnel Sadović   | Austria Vienna         |          |
| C        | Jésus Sinisterra | Banfield               |          |

| Cessioni | Cessioni            | Cessioni             | Cessioni |
| R.       | Nome                | da                   | Modalità |
| -------- | ------------------- | -------------------- | -------- |
| A        | Lawrence Adjei      | Spartak Mosca        |          |
| C        | Jörg Bode           | Augusta              |          |
| D        | Arne Friedrich      | Hertha Berlino       |          |
| C        | André Hofschneider  | Augusta              |          |
| D        | Alexander Klitzpera | Alemannia Aquisgrana |          |
| C        | Bartosz Partyka     | Pogoń Stettino       |          |
| C        | Tobias Schäper      | Cloppenburg          |          |

### Sessione invernale
| Acquisti | Acquisti      | Acquisti  | Acquisti |
| R.       | Nome          | da        | Modalità |
| -------- | ------------- | --------- | -------- |
| A        | Marek Heinz   | Amburgo   |          |
| P        | Simon Henzler | St. Pauli |          |

| Cessioni | Cessioni         | Cessioni    | Cessioni |
| R.       | Nome             | da          | Modalità |
| -------- | ---------------- | ----------- | -------- |
| A        | Dirk van der Ven | Yokohama FC |          |
| C        | Erhan Albayrak   | Fenerbahçe  |          |
| P        | Heinz Müller     | St. Pauli   |          |

## Risultati

### Bundesliga

#### Girone di andata
| Arbitro: | Fandel |

|                                           |           |  |
| Reinhardt 16’ Wichniarek 90’ Porcello 90’ | Marcatori |  |

| Arbitro: | Gagelmann |

|                                                  |           |                            |
| Élber 18’, 41’, 66’, 85’ Ballack 26’ Pizarro 81’ | Marcatori | 51’ Wichniarek 89’ Diabang |

| Arbitro: | Wagner |

|               |           |  |
| Brinkmann 43’ | Marcatori |  |

| Arbitro: | Fleischer |

|            |           |             |
| Basler 56’ | Marcatori | 59’ Diabang |

| Arbitro: | Albrecht |

|  |           |             |
|  | Marcatori | 52’ Paraíba |

| Arbitro: | Strampe |

|                      |           |  |
| Kurányi 5’, 64’, 69’ | Marcatori |  |

| Arbitro: | Weiner |

|                                |           |                   |
| Albayrak 7’ (rig.) Diabang 68’ | Marcatori | 19’ (rig.) Varela |

| Arbitro: | Meyer |

|                          |           |  |
| Aidoo 32’, 60’ Houdt 45’ | Marcatori |  |

| Dortmund 19 ottobre 2002, ore 15:30 CEST 9ª giornata | Borussia Dortmund | 0 – 0 referto | Arminia Bielefeld | Westfalenstadion (68 600 spett.)\| Arbitro: \| Stark \| |
| Arbitro:                                             | Stark             |               |                   |                                                         |

| Arbitro: | Fleischer |

|                  |           |            |
| Diabang 14’, 57’ | Marcatori | 66’ Meijer |

| Arbitro: | Kemmling |

|                          |           |                |
| Šuker 14’ Lauth 30’, 38’ | Marcatori | 15’ Wichniarek |

| Arbitro: | Aust |

|  |           |             |
|  | Marcatori | 56’ Driller |

| Arbitro: | Meyer |

|                         |           |          |
| Kobylański 8’ Beeck 66’ | Marcatori | 72’ Kauf |

| Arbitro: | Fandel |

|                     |           |                          |
| Wichniarek 26’, 85’ | Marcatori | 17’ Brdarić 69’ Živković |

| Arbitro: | Strampe |

|  |           |                                        |
|  | Marcatori | 3’ Lense 53’ (aut.) Vander 87’ Diabang |

| Arbitro: | Stark |

|                                   |           |  |
| Wichniarek 45’, 55’ Reinhardt 81’ | Marcatori |  |

| Hannover 14 dicembre 2002, ore 15:30 CET 17ª giornata | Hannover 96 | 0 – 0 referto | Arminia Bielefeld | AWD-Arena (27 962 spett.)\| Arbitro: \| Sippel \| |
| Arbitro:                                              | Sippel      |               |                   |                                                   |

#### Girone di ritorno
| Arbitro: | Merk |

|                               |           |                     |
| Skrypnyk 3’ Ailton 36’ (rig.) | Marcatori | 12’ Diabang 39’ Cha |

| Bielefeld 1º febbraio 2003, ore 15:30 CET 19ª giornata | Arminia Bielefeld | 0 – 0 referto | Bayern Monaco | Bielefelder Alm (26 601 spett.)\| Arbitro: \| Kemmling \| |
| Arbitro:                                               | Kemmling          |               |               |                                                           |

| Arbitro: | Fandel |

|                       |           |  |
| Schnoor 24’ Marić 50’ | Marcatori |  |

| Arbitro: | Koop |

|               |           |             |
| Reinhardt 35’ | Marcatori | 27’ Lokvenc |

| Berlino 23 febbraio 2003, ore 17:30 CET 22ª giornata | Hertha Berlino | 0 – 0 referto | Arminia Bielefeld | Stadio Olimpico (30 987 spett.)\| Arbitro: \| Wagner \| |
| Arbitro:                                             | Wagner         |               |                   |                                                         |

| Arbitro: | Strampe |

|  |           |             |
|  | Marcatori | 15’ Meißner |

| Arbitro: | Keßler |

|             |           |                    |
| Vermant 90’ | Marcatori | 57’ (aut.) Wałdoch |

| Arbitro: | Steinborn |

|                                      |           |           |
| Diabang 14’, 47’, 83’ Wichniarek 54’ | Marcatori | 75’ Houdt |

| Bielefeld 22 marzo 2003, ore 15:30 CET 26ª giornata | Arminia Bielefeld | 0 – 0 referto | Borussia Dortmund | Bielefelder Alm (26 601 spett.)\| Arbitro: \| Kemmling \| |
| Arbitro:                                            | Kemmling          |               |                   |                                                           |

| Arbitro: | Stark |

|                |           |  |
| Hain 9’ (aut.) | Marcatori |  |

| Arbitro: | Fröhlich |

|                            |           |             |
| Wichniarek 14’ (rig.), 42’ | Marcatori | 20’ Stranzl |

| Norimberga 19 aprile 2003, ore 15:30 CEST 29ª giornata | Norimberga | 0 – 0 referto | Arminia Bielefeld | Frankenstadion (21 400 spett.)\| Arbitro: \| Gagelmann \| |
| Arbitro:                                               | Gagelmann  |               |                   |                                                           |

| Arbitro: | Wack |

|                              |           |                  |
| Dabrowski 56’ Wichniarek 58’ | Marcatori | 1’, 40’ Gebhardt |

| Arbitro: | Weiner |

|                             |           |                      |
| Lúcio 38’, 69’ Balitsch 71’ | Marcatori | 34’ (rig.) Brinkmann |

| Arbitro: | Aust |

|                |           |                                                |
| Wichniarek 42’ | Marcatori | 23’ Freier 71’ (rig.) Christiansen 90’ Buckley |

| Arbitro: | Fandel |

|                                    |           |  |
| Aduobe 8’ Vorbeck 56’ Di Salvo 85’ | Marcatori |  |

| Arbitro: | Steinborn |

|  |           |           |
|  | Marcatori | 85’ Casey |

### Coppa di Germania
| Arbitro: | Stachowiak |

|  |           |                                                                    |
|  | Marcatori | 22’ Bogdanović 43’ Wichniarek 57’ Hansén 63’ Reinhardt 80’ Diabang |

| Arbitro: | Frank |

|               |           |  |
| Radulović 23’ | Marcatori |  |

## Statistiche

### Statistiche di squadra
| Competizione      | Punti | In casa | In casa | In casa | In casa | In casa | In casa | In trasferta | In trasferta | In trasferta | In trasferta | In trasferta | In trasferta | Totale | Totale | Totale | Totale | Totale | Totale | DR  |
| Competizione      | Punti | G       | V       | N       | P       | Gf      | Gs      | G            | V            | N            | P            | Gf           | Gs           | G      | V      | N      | P      | Gf     | Gs     | DR  |
| ----------------- | ----- | ------- | ------- | ------- | ------- | ------- | ------- | ------------ | ------------ | ------------ | ------------ | ------------ | ------------ | ------ | ------ | ------ | ------ | ------ | ------ | --- |
| Bundesliga        | 36    | 17      | 7       | 5       | 5       | 23      | 16      | 17           | 1            | 7            | 9            | 12           | 30           | 34     | 8      | 12     | 14     | 35     | 46     | -11 |
| Coppa di Germania | -     | 0       | 0       | 0       | 0       | 0       | 0       | 2            | 1            | 0            | 1            | 5            | 1            | 2      | 1      | 0      | 1      | 5      | 1      | +4  |
| Totale            | 36    | 17      | 7       | 5       | 5       | 23      | 16      | 19           | 2            | 7            | 10           | 17           | 31           | 36     | 9      | 12     | 15     | 40     | 47     | -7  |

### Andamento in campionato
| Giornata  | 1 | 2 | 3 | 4 | 5  | 6  | 7 | 8  | 9  | 10 | 11 | 12 | 13 | 14 | 15 | 16 | 17 | 18 | 19 | 20 | 21 | 22 | 23 | 24 | 25 | 26 | 27 | 28 | 29 | 30 | 31 | 32 | 33 | 34 |
| --------- | - | - | - | - | -- | -- | - | -- | -- | -- | -- | -- | -- | -- | -- | -- | -- | -- | -- | -- | -- | -- | -- | -- | -- | -- | -- | -- | -- | -- | -- | -- | -- | -- |
| Luogo     | C | T | C | T | C  | T  | C | T  | T  | C  | T  | C  | T  | C  | T  | C  | T  | T  | C  | T  | C  | T  | C  | T  | C  | C  | T  | C  | T  | C  | T  | C  | T  | C  |
| Risultato | V | P | V | N | P  | P  | V | P  | N  | V  | P  | P  | P  | N  | V  | V  | N  | N  | N  | P  | N  | N  | P  | N  | V  | N  | P  | V  | N  | N  | P  | P  | P  | P  |
| Posizione | 1 | 8 | 6 | 6 | 10 | 12 | 9 | 12 | 14 | 10 | 11 | 16 | 16 | 16 | 12 | 11 | 11 | 10 | 10 | 12 | 12 | 12 | 13 | 13 | 11 | 12 | 13 | 11 | 12 | 12 | 13 | 15 | 16 | 16 |

Legenda:

Luogo: C = Casa; T = Trasferta. Risultato: V = Vittoria; N = Pareggio; P = Sconfitta.

### Statistiche dei giocatori
| Giocatore      | Bundesliga | Bundesliga | Bundesliga  | Bundesliga | Coppa di Germania | Coppa di Germania | Coppa di Germania | Coppa di Germania | Totale   | Totale | Totale      | Totale     |
| Giocatore      | Presenze   | Reti       | Ammonizioni | Espulsioni | Presenze          | Reti              | Ammonizioni       | Espulsioni        | Presenze | Reti   | Ammonizioni | Espulsioni |
| -------------- | ---------- | ---------- | ----------- | ---------- | ----------------- | ----------------- | ----------------- | ----------------- | -------- | ------ | ----------- | ---------- |
| E. Albayrak    | 16         | 1          | 4           | 0          | 2                 | 0                 | 1                 | 0                 | 18       | 1      | 5           | 0          |
| M. Amedick     | 0          | 0          | 0           | 0          | 0                 | 0                 | 0                 | 0                 | 0        | 0      | 0           | 0          |
| I. Aračić      | 0          | 0          | 0           | 0          | 0                 | 0                 | 0                 | 0                 | 0        | 0      | 0           | 0          |
| R. Bogdanović  | 19         | 0          | 0           | 0          | 2                 | 1                 | 1                 | 0                 | 21       | 1      | 1           | 0          |
| D. Bogusz      | 14         | 0          | 4           | 1          | 1                 | 0                 | 0                 | 0                 | 15       | 0      | 4           | 1          |
| M. Borges      | 11         | 0          | 3           | 0          | 0                 | 0                 | 0                 | 0                 | 11       | 0      | 3           | 0          |
| A. Brinkmann   | 30         | 2          | 2           | 1          | 1                 | 0                 | 0                 | 0                 | 31       | 2      | 2           | 1          |
| D. Cha         | 22         | 1          | 2           | 0          | 2                 | 0                 | 0                 | 0                 | 24       | 1      | 2           | 0          |
| C. Dabrowski   | 27         | 1          | 2           | 1          | 1                 | 0                 | 0                 | 0                 | 28       | 1      | 2           | 1          |
| D. Dammeier    | 30         | 0          | 4           | 0          | 2                 | 0                 | 0                 | 0                 | 32       | 0      | 4           | 0          |
| M. Diabang     | 34         | 10         | 3           | 0          | 2                 | 1                 | 0                 | 0                 | 36       | 11     | 3           | 0          |
| D. Eilhoff     | 0          | 0          | 0           | 0          | 0                 | 0                 | 0                 | 0                 | 0        | 0      | 0           | 0          |
| D. Flock       | 0          | 0          | 0           | 0          | 0                 | 0                 | 0                 | 0                 | 0        | 0      | 0           | 0          |
| M. Hain        | 34         | 0          | 4           | 0          | 1                 | 0                 | 0                 | 0                 | 35       | 0      | 4           | 0          |
| T. Hansén      | 31         | 0          | 1           | 0          | 2                 | 1                 | 0                 | 0                 | 33       | 1      | 1           | 0          |
| M. Heinz       | 14         | 0          | 0           | 0          | 0                 | 0                 | 0                 | 0                 | 14       | 0      | 0           | 0          |
| S. Henzler     | 0          | 0          | 0           | 0          | 0                 | 0                 | 0                 | 0                 | 0        | 0      | 0           | 0          |
| S. Janić       | 1          | 0          | 1           | 0          | 0                 | 0                 | 0                 | 0                 | 1        | 0      | 1           | 0          |
| R. Kauf        | 31         | 1          | 10          | 0          | 2                 | 0                 | 0                 | 0                 | 33       | 1      | 10          | 0          |
| B. Lense       | 14         | 1          | 0           | 1          | 1                 | 0                 | 0                 | 0                 | 15       | 1      | 0           | 1          |
| M. Murawski    | 12         | 0          | 1           | 0          | 2                 | 0                 | 0                 | 0                 | 14       | 0      | 1           | 0          |
| H. Müller      | 0          | 0          | 0           | 0          | 1                 | 0                 | 0                 | 0                 | 1        | 0      | 0           | 0          |
| M. Porcello    | 20         | 1          | 1           | 0          | 1                 | 0                 | 0                 | 0                 | 21       | 1      | 1           | 0          |
| B. Rauw        | 18         | 0          | 3           | 0          | 0                 | 0                 | 0                 | 0                 | 18       | 0      | 3           | 0          |
| B. Reinhardt   | 34         | 3          | 2           | 0          | 2                 | 1                 | 0                 | 0                 | 36       | 4      | 2           | 0          |
| M. Sadović     | 0          | 0          | 0           | 0          | 0                 | 0                 | 0                 | 0                 | 0        | 0      | 0           | 0          |
| J. Sinisterra  | 1          | 0          | 0           | 0          | 0                 | 0                 | 0                 | 0                 | 1        | 0      | 0           | 0          |
| M. Sternkopf   | 0          | 0          | 0           | 0          | 0                 | 0                 | 0                 | 0                 | 0        | 0      | 0           | 0          |
| F. Vata        | 29         | 0          | 1           | 0          | 1                 | 0                 | 0                 | 0                 | 30       | 0      | 1           | 0          |
| A. Wichniarek  | 30         | 12         | 0           | 1          | 2                 | 1                 | 0                 | 0                 | 32       | 13     | 0           | 1          |
| D. van der Ven | 1          | 0          | 0           | 0          | 0                 | 0                 | 0                 | 0                 | 1        | 0      | 0           | 0          |